# Boscs d'arbusts punxeguts del Dècan
Els boscos d'arbusts espinosos del Dècan són una ecoregió xèrica de terres arbustives del sud de l'Índia i el nord de Sri Lanka. Històricament, aquesta zona estava coberta per un bosc tropical caducifoli sec, però d'això només en queden fragments aïllats. La vegetació actualment consta principalment de boscos de tipus sud-tropicals d'espines i fulles coriàcies. Aquests consisteixen en un bosc obert amb arbres espinosos amb troncs curts i branques ramificades baixes; arbustos espinosos i xerofítics; i prats secs. Aquest és l'hàbitat del gran pioc salvatge de l'Índia i l'antílop negre, encara que la població d'aquests i altres animals disminueixen en nombre; aquesta zona va ser en un temps llar de gran quantitat d'elefants i tigres. Aquí s'han registrat gairebé 350 espècies d'aus. L'hàbitat natural restant està amenaçat per la sobrepastura i les espècies vegetals invasores, però hi ha diversos petits rogles de zones protegides que proporcionen un oasi per a la vida salvatge. Aquests arbres s'han adaptat i no necessiten gaire aigua.

## Ubicació i descripció
Aquesta ecoregió abasta les àrides porcions de l'altiplà de Dècan, estenent-se a través dels estats indis de Maharashtra, Telangana, Karnataka, Andhra Pradesh i Tamil Nadu fins a la província del nord de Sri Lanka. Només queden petits pedaços d'hàbitat natural, ja que la major part de la regió ha estat netejada per pasturar.
La pluviometria anual és inferior a 750 mm, caient tots durant la curta temporada de pluges i la zona no rep cap pluviometria durant els mesos de novembre a abril. Les temperatures poden superar els 40° C durant els mesos més calorosos.

## Flora
Avui, el bosc restant és principalment matoll tropical d'espines, i també inclou pegats de la vegetació original, boscos tropicals de fulla caduca. Els boscos d'espines tropicals del sud consisteixen en una vegetació oberta i baixa amb arbres espinosos amb troncs curts i corones ramificades baixes i que rarament es troben per formar un dosser tancat. Els arbres creixen fins als 6-9 m. Les herbes típiques de l'ecoregió inclouen Chrysopogon fulvus, Heteropogon contortus, Eremopogon foveolatus, Aristida setacea i espècies del gènere Dactyloctenium.
El segon nivell de dosser arbustiu dels boscos d'espines a Maharashtra està poc desenvolupat i consisteix principalment en espècies espinoses i xerofítiques, majoritàriament arbustos. També es pot observar un pis inferior deficientment definit, durant la breu temporada humida. Les espècies vegetals que dominen la vegetació d'aquests boscos són espècies d'Acàcia, Balanites roxburghii, Cordia myxa, Capparis spp., Prosopis spp., Azadirachta indica, Cassia fistula, Diospyros chloroxylon, Carissa carandas i Phoenix sylvestris. També es troben en aquests boscos altres tipus d'hàbitat.

Espècies que s'hi poden trobar
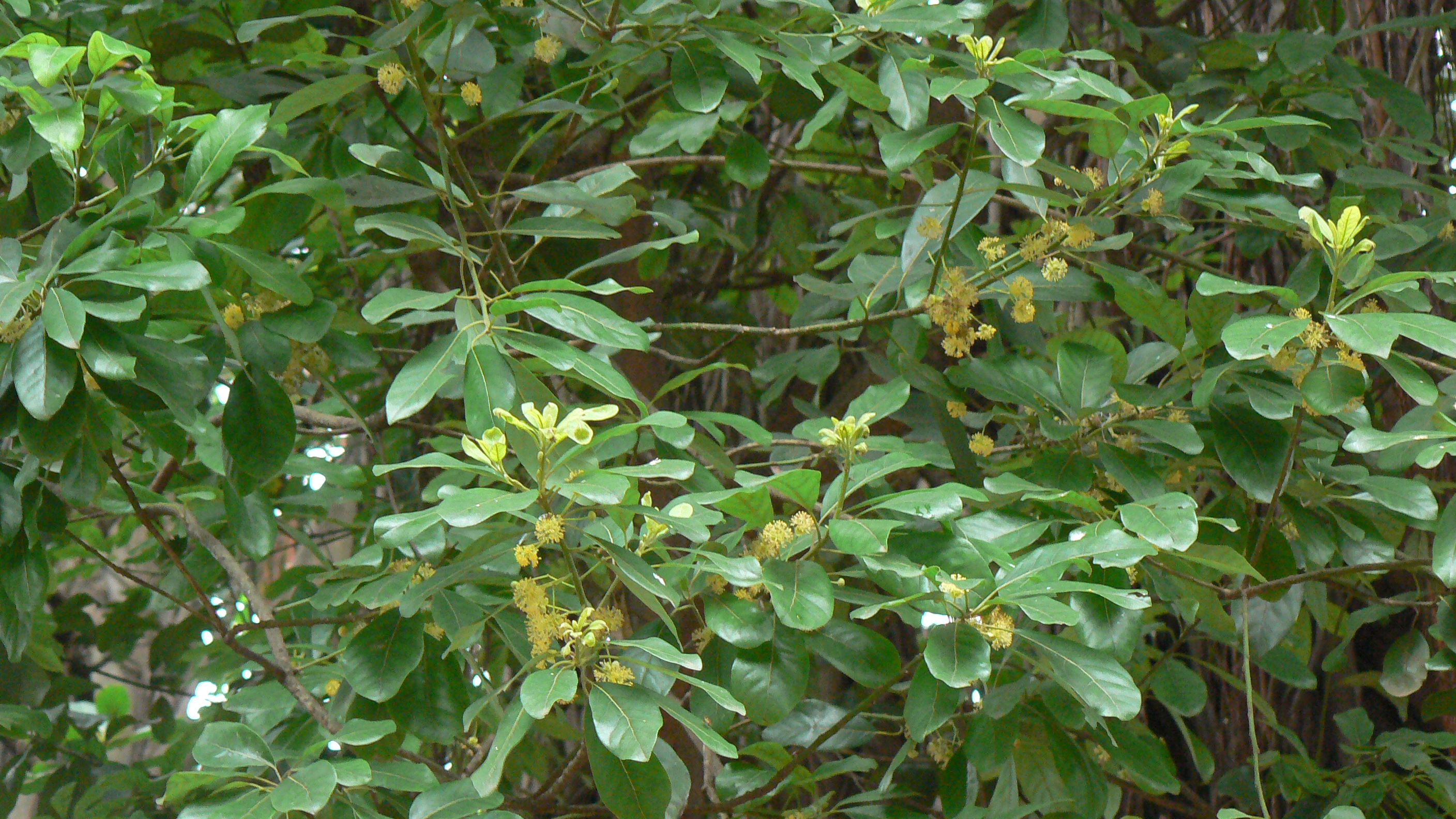
Litsea deccanensis, Lauràcia.
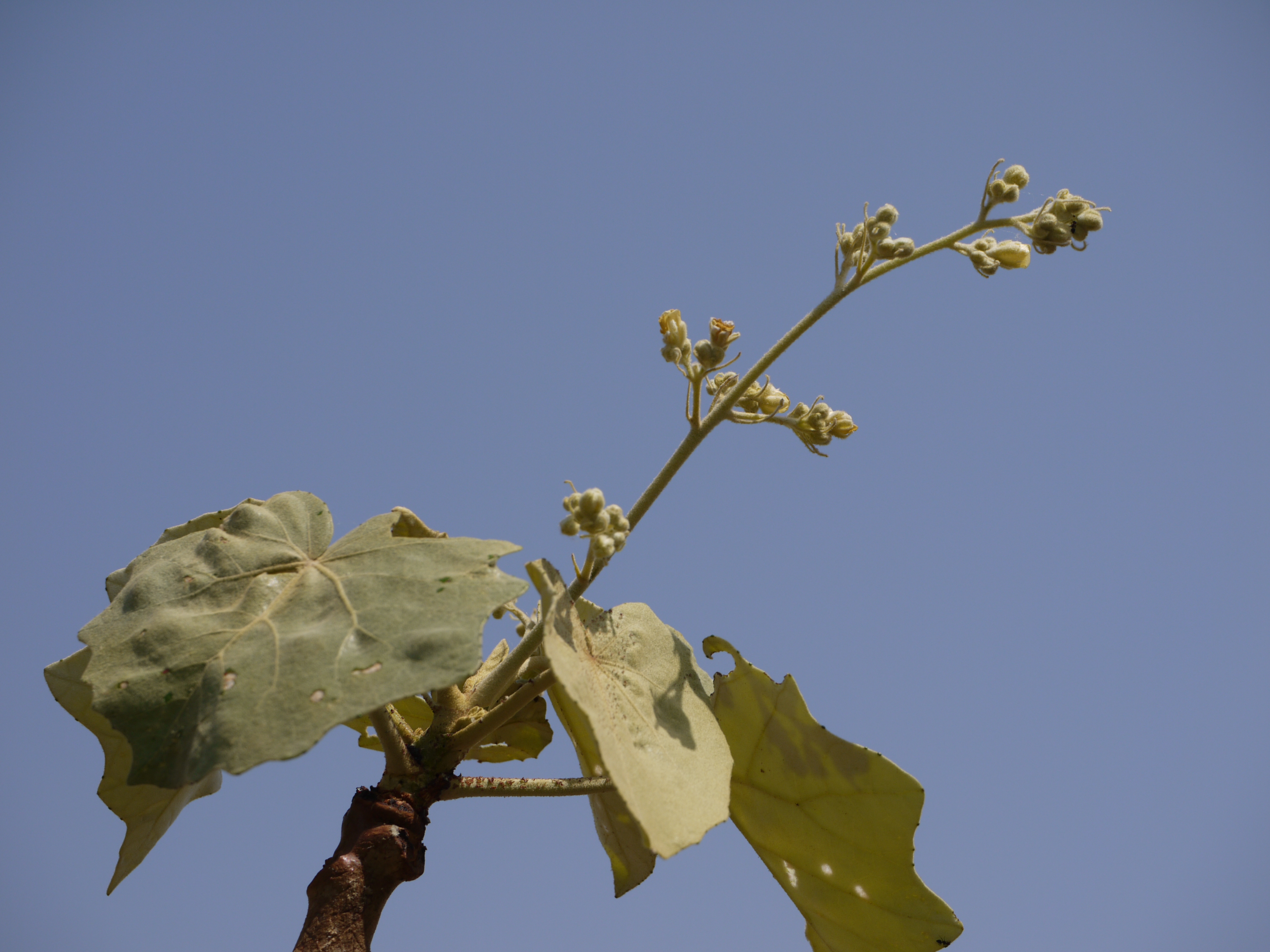
Givotia moluccana, Euforbiàcia
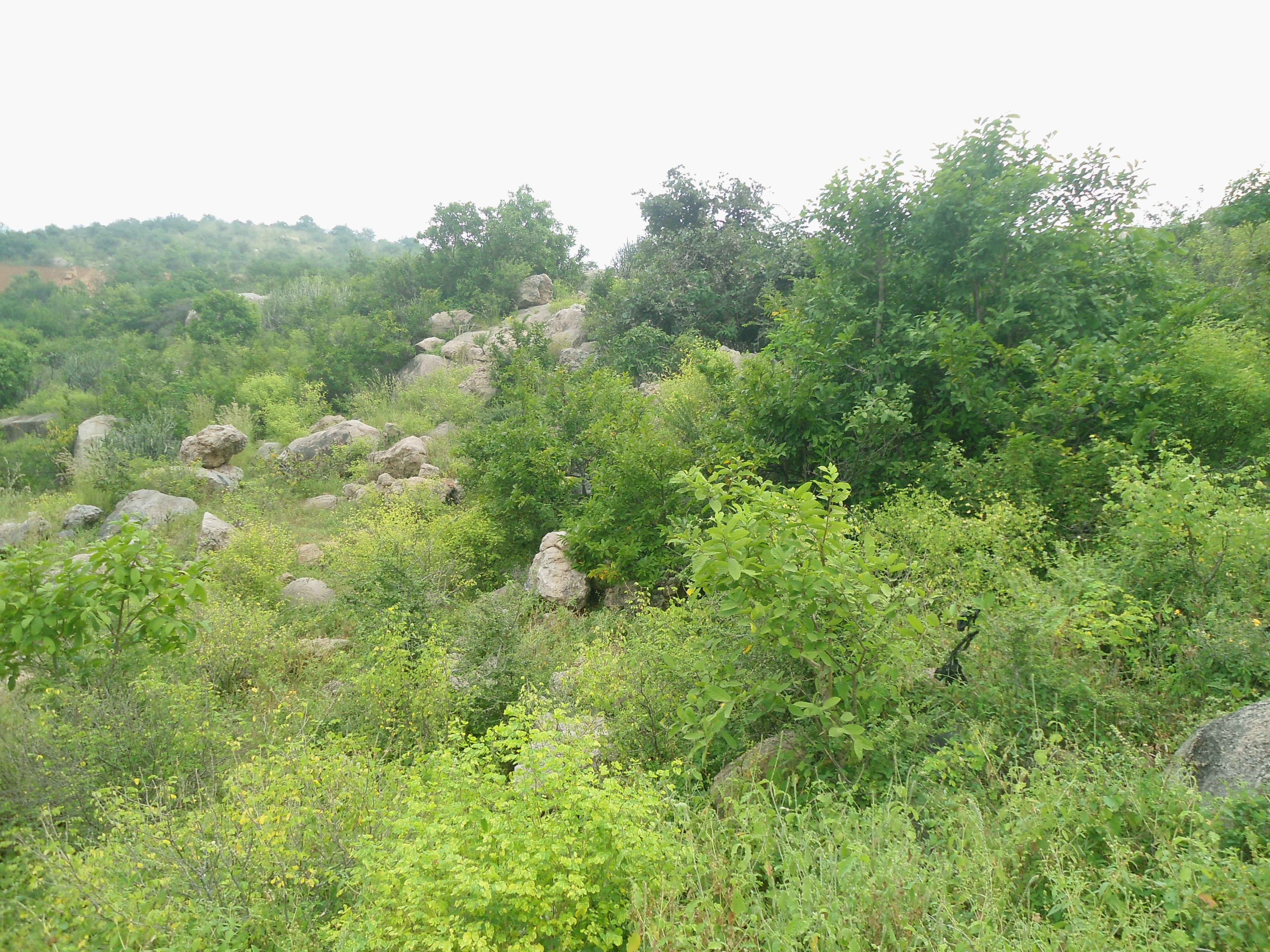
Mastyagiri. Ecoregió veïna.

Les zones més seques i rocoses de l'ecoregió estan cobertes per un matoll dominat per espècies d'Eufòrbia. El sòl sol estar nu en aquestes zones; no obstant això, també es pot germinar un creixement herbós durant la curta temporada de monsó.
Les parts de l'ecoregió que es troben a Tamil Nadu reben encara menys precipitacions que la majoria, i la vegetació d'aquestes parts es compon principalment de boscos espinosos poc densos d'Acacia planifrons, amb capçades en forma de paraigües.
Els rogles supervivents de bosc també acullen un gran nombre de plantes, algunes d'interès medicinal i botànic, inclòs un cica endèmica (Cycas beddomei) i Psilotum nudum. Una petita colònia de l'arbre Shorea talura també existeix a la divisió forestal de Chittoor, una part de la qual es manté com a parcel·la de conservació pel departament forestal d'Andhra Pradesh.
Finalment, la zona entre els turons de Nallamala i de Seshachalam és molt coneguda pels sàndals vermells (Pterocarpus santalinus), una espècie d'arbre rara i endèmica que es cull pel valor medicinal de la seva fusta.

## Fauna
L'ecoregió acull 96 espècies de mamífers, de les quals tres es consideren endèmiques: El ratpenat ratllat (Hipposideros schistaceus), el múrid (Millardia kondana) i rata Elvira (Cremnomys elvira). Altres espècies de mamífers amenaçats que es troben en aquests boscos inclouen el tigre, gaur (Bos gaurus), gos salvatge asiàtic (Cuon alpinus), os morrut (Melursus ursinus), antílop quadricorni (Tetracerus quadricornis) i l'antílop negre (Antilope cervicapra). Aquí es troben animals poc coneguts com el loris esvelt.
Els boscos d'arbust espinós del Dècan alberguen una varietat d'aus força rica: gairebé 350 espècies, de les quals tres es consideren gairebé endèmiques: el corredor de Jerdon (Rhinoptilus bitorquatus), gall de Sri Lanka (Gallus lafayetii) i barbut verd frontgroc (Megalaima flavifrons). Entre aquests, el corredor de Jerdon també es considera una espècie amenaçada mundialment, i es va redescobrir en aquesta ecoregió el 1986 després de ser registrada per última vegada el 1900. Altres espècies d'ocells amenaçades a nivell mundial, com el sisó emplomallat (Sypheotides indicus) i el pioc salvatge de l'Índia poden també trobar-se a l'ecoregió.